# Кропотова, Анастасия Александровна
Анастаси́я Алекса́ндровна Кро́потова (25 октября 1886, Старый Юледур, Ирмучашская волость, Уржумский уезд, Вятская губерния, Российская империя ― 22 мая 1955, Старый Юледур, Куженерский район, Марийская АССР, РСФСР, СССР) ― русский советский педагог. Учительница Старо-Юледурской школы I ступени Куженерского района Марийской АССР (1939—1946). Заслуженный учитель школы РСФСР (1941).

## Биография
Родилась 25 октября 1886 года в д. Старый Юледур ныне Куженерского района Марий Эл в крестьянской семье. Рано осиротела: в 2 года лишилась матери, в 17 лет ― отца. В 1895 году поступила в Актугансолинскую школу грамоты, где училась только в течение 2 лет. В 1898 году окончила Токтай-Белякскую церковно-приходскую школу, в 1904 году ― Вятское епархиальное училище.
Практически на протяжении всей жизни занималась педагогической деятельностью. В 1904 году по назначению Уржумского уездного отдела народного образования стала учительницей Юледурского начального училища. В 1906 году по распоряжению Уржумского уоно её перевели заведующей во вновь открытую Визимбирскую школу. В 1908 году она была переведена в Куженерскую школу, в 1914 году стала работать в Новоторъяльской школе, а с 1920 года — в Юледурской школе I ступени.
Параллельно с работой в Юледурской школе I ступени с апреля по сентябрь 1921 года была инструктором женского отдела Сернурского кантона Марийской автономной области. В 1927 году по распоряжению Сернурского кантонного отдела народного образования её переводят заведующей в Нуръяльскую школу, а в 1929 году она перешла на работу в Старо-Юледурскую школу. В 1932 году была назначена председателем Старо-Юледурской вышивальной промысловой артели. С 1935 по 1939 год работала учителем начальных классов Иван-Солинской неполной средней школы, а с 1939 по 1946 год — учительницей Старо-Юледурской школы I ступени.
За выдающиеся заслуги в области воспитания и обучения детей и активное участие в общественной жизни Марийской республики в 1941 году ей было присвоено почётное звание «Заслуженный учитель школы РСФСР».
Скончалась 22 мая 1955 года в д. Старый Юледур Куженерского района Марийской АССР, похоронена там же.

## Признание
- Медаль «За доблестный труд в Великой Отечественной войне 1941—1945 гг.»
- Заслуженный учитель школы РСФСР (1941)[3][4]
- Заслуженный учитель школы Марийской АССР[5]